# いすゞ自動車硬式野球部
いすゞ自動車硬式野球部（いすずじどうしゃこうしきやきゅうぶ）は、神奈川県藤沢市に本拠地を置き、日本野球連盟に所属している社会人野球の企業チームである。2003年から休部中。
神奈川県の企業チームとしては最も古い存在である。

## 概要
1946年、いすゞ自動車の前身であるヂーゼル自動車工業の川崎工場で創部し、苅田久徳らが参加した。
活動初年度の1946年は、いきなり都市対抗野球に初出場を果たした。1959年と1968年の都市対抗ではベスト8に進出したが、1971年の都市対抗野球以降は10年以上にわたって本大会に進めなかった。
母体の業績不振もあって廃部も検討されたが（この期間に本拠地を藤沢市に移転。）、1987年に所正美が監督に就任すると謝長亨や康明杉を獲得するなど、2年間で24人の部員を入れ替え、1989年の都市対抗野球で18年ぶりに本戦出場を果たし、1993年の都市対抗野球ではベスト4に進出した。
2001年、日本選手権に初出場を果たした。
2002年2月、母体の事業再建の影響からバスケットボール部とともに同年シーズン終了後からの休部が決まった。同年は、都市対抗野球で初優勝を遂げ、9月に藤沢市民まつりの一環として藤沢駅周辺で優勝パレードを行ない、活動を終えた。

## 沿革
- 1946年 - 創部。都市対抗野球に初出場。
- 2001年 - 日本選手権に初出場。
- 2002年 - 都市対抗野球で初優勝。シーズン終了後に休部。

## 主要大会の出場歴・最高成績
- 都市対抗野球大会 - 出場14回、優勝1回（2002年）
- 社会人野球日本選手権大会 - 出場1回
- JABA東京スポニチ大会 - 優勝2回（1946、1964年）
- JABA東北大会 - 優勝2回（1970年、1971年）
- JABA日立市長杯選抜野球大会 - 優勝1回（1993年）
- JABA静岡大会 - 優勝1回（1978年）
- JABA広島大会 - 優勝2回（1968年、1969年）

## 主な出身プロ野球選手
- 杉下茂（投手） - 退団後、明治大学を経て、1949年に中日ドラゴンズに入団
- 田名網英二（内野手） - 1950年に西日本パイレーツに入団
- 藤野光久（投手） - 退団後、明治座を経て、1952年に名古屋ドラゴンズに入団
- 高橋千年美（投手） - 1953年に広島カープに入団
- 辻正孝（外野手） - 1970年ドラフト外で中日ドラゴンズに入団
- 豊田憲司（投手） - 1971年ドラフト5位で西鉄ライオンズに入団
- 望月彦男（投手） - 退団後、電気化学を経て、1971年ドラフト6位で西鉄ライオンズに入団
- 永尾泰憲（内野手） - 1972年ドラフト1位でヤクルトアトムズに入団
- 井出登（投手） - 1979年ドラフト4位で中日ドラゴンズから指名を受け、翌1980年シーズン終了後に入団
- 宮下正彦（外野手） - 1986年ドラフト外で横浜大洋ホエールズに入団
- 順風秀一（捕手） - 1989年ドラフト外でロッテオリオンズに入団
- 佐野心（外野手） - 1991年ドラフト6位で中日ドラゴンズに入団
- 安藤学（外野手） - 1992年ドラフト6位で千葉ロッテマリーンズに入団
- 宮﨑一彰（内野手） - 退団後、米・独立リーグのノーザンリーグ・イーストのアディロンダック・ランバージャックスを経て、1999年ドラフト7位で読売ジャイアンツに入団
- 酒井泰志（投手） - 2002年ドラフト7位で千葉ロッテマリーンズに入団

## 元プロ野球選手の競技者登録
- 今泉勝義（元：読売ジャイアンツ[5]）
- 大沢紀三男（元：産業軍） - 1947年に東映フライヤーズに入団
- 片山栄次（元：大和軍）
- 小松原博喜（元：大和軍） - 1947年に読売ジャイアンツに入団
- 高橋吉雄（元：名古屋軍、大和軍）

## かつて在籍していた主な選手・コーチ・監督
- 長谷高成泰（内野手） - 選手として在籍。2002年の第73回都市対抗野球大会で橋戸賞を獲得。
- ルルデス・グリエル（指名打者） - 選手として在籍。次男のユリエスキ・グリエルは横浜DeNAベイスターズを経てヒューストン・アストロズに所属[6][7][8]。
- 謝長亨（投手） - 選手として在籍。台湾出身。1991年に統一ライオンズに入団。
- 古城隆利 - 選手として在籍。のちに母校日本体育大学に監督として復帰。2017年にはチームを明治神宮大会優勝に導いた。
- 荒井直樹 - 選手として在籍。引退後に母校・日大藤沢高の監督から、前橋育英高を率いて夏の甲子園で優勝。